# 小林潤志郎
小林 潤志郎（こばやし じゅんしろう、1991年6月11日 - ）は、日本岩手県岩手郡松尾村（現在の八幡平市）出身のノルディック複合、スキージャンプ選手。盛岡中央高等学校、東海大学を経て2023-24シーズンまで雪印メグミルクスキー部所属。2024-25シーズンよりWynn.所属。妹の小林諭果、長弟の小林陵侑、末弟の小林龍尚もスキージャンプ選手である。

## 人物
高校時代はノルディック複合の選手として活躍し、3年時にはノルディックスキージュニア世界選手権の複合・個人スプリントで優勝、小林範仁以来日本人2人目となる金メダルを獲得した。	
しかし、元々ジャンプが得意であり、高校1年時の全国高等学校スキー大会（インターハイ）で優勝、高校3年時の第11回伊藤杯シーズンファイナル大倉山ナイタージャンプ大会では天候不良のため1本のみで決勝したものの、成年組の選手を押さえて優勝する などジャンパーとしての才能の片鱗を見せた。	
東海大学国際文化学部地域創造学科（札幌キャンパス）に入学後、2年次の2011/2012シーズンより本格的にスペシャルジャンプに転向すると、第12回札幌市長杯大倉山サマージャンプ大会で2位、白馬でのスキージャンプ・サマーグランプリでは2戦連続トップ10入りし、ジャンプ転向1年目にしてスキージャンプ・ワールドカップ（W杯）日本代表入りを果たした。このシーズンのW杯個人戦最高成績は1月6日のビショフスホーフェン大会での16位。
翌2012-13シーズンもW杯代表入りしたが、総合60位。
2013-14シーズンは札幌大会の2試合のみの出場でポイントなしに終わる。
2014-15シーズンは再びW杯代表入り。ユニバーシアード冬季大会に出場し、混合団体で優勝、男子団体で2位を獲得。その後世界選手権に初出場。3月12日、W杯トロンハイム大会でW杯個人戦自己最高の13位に入り、総合44位。
2015-16シーズンもW杯代表入りしたが、総合61位。
2016-17シーズンもW杯代表入りしたが、総合54位。
2017-18シーズン、11月3日の全日本スキー選手権大会ノーマルヒルで初優勝。2位は弟の陵侑が入り、1990-91シーズンの東昭広、東和広兄弟以来、27シーズンぶりの兄弟での1位、2位となった。11月19日、ポーランドのヴィスワで行われたワールドカップの第1戦（ヒルサイズ＝HS134m）で、1回目に124mで2位につけ、2回目に126.5mを飛んでワールドカップ初優勝（W杯表彰台獲得、トップ10入りも今回が自身初）。日本勢のW杯優勝は2014年11月の葛西紀明以来である。年末年始のスキージャンプ週間では全4戦でトップ10入りし、総合4位となった。平昌オリンピックには日本勢最高のW杯総合8位で臨んだが、個人ノーマルヒルで31位、同ラージヒルで24位に終わり、団体戦のメンバーから外れてしまい、初めてのオリンピックは不本意な結果で終わった。最終的には今季日本勢最高の総合11位でシーズンを終えた。
2018-19シーズンのW杯開幕戦に出場するために出国する際、5月に一般女性と結婚していたことを発表した。W杯個人戦はトップ10入りは2度だけだったが個人戦全28戦中25戦でポイントを獲得し、総合19位タイでシーズンを終えた。世界選手権では3種目に出場し、個人ノーマルヒル、ラージヒルとも17位でラージヒル団体で3位となった。
2019-20シーズンはサマーグランプリより参戦し、ヒンターツァルテン大会の混合団体2位、ザコパネ大会の男子団体優勝 などのメンバーとなった。国内戦は全日本選手権ノーマルヒルなどで優勝。W杯は個人開幕戦のヴィスワ大会で10位に入るなどし、総合30位でシーズンを終えた。
2020-21シーズンは、コロナ禍のため10月以降の開催となったサマージャンプ国内戦は7戦中、2位2回、3位1回となりワールドカップへ向かった。ワールドカップでは個人開幕戦のヴィスワ大会の15位が最高で総合33位であったが、フライングの団体戦では20年ぶり の表彰台となる団体2位のメンバー となった。また途中で参戦したコンチネンタルカップでは、8戦中表彰台2回を含む1桁順位7回の成績を挙げた。世界選手権では個人戦で出場し、ノーマルヒル29位、ラージヒル32位であった。
2021-22シーズンはサマージャンプ国内戦で優勝。ワールドカップにはフル参戦し、最高9位、総合32位であった。団体戦では2度表彰台に登った。北京オリンピック代表に選ばれ、個人ノーマルヒル27位、個人ラージヒル24位、男子団体ラージヒル5位のメンバーとなった。フライング世界選手権ヴィケルスン大会では個人33位、団体6位のメンバーとなった。
2022-23シーズンはワールドカップ総合63位であった。世界選手権では、個人ノーマルヒル47位、個人ラージヒル34位、男子団体ラージヒル7位のメンバーとなった。
2023-24シーズンはワールドカップは札幌大会翌週のオーベルストドルフ大会（フライングヒル）を除きほぼフル参戦し、最高10位、総合34位であった。フライング世界選手権バート・ミッテルンドルフ大会では個人21位、団体5位のメンバーとなった。シーズン終了後の4月1日にプロ転向と所属していた雪印メグミルクの退社を発表した。
2024-25シーズンはWynn.所属としてサマーグランプリより参戦した。ワールドカップは初戦よりエンゲルベルク大会までポイントが獲得できずコンチネンタルカップ組となるが、そこで好成績を上げたためザコパネよりワールドカップに再参戦するも、札幌大会1戦目の31位が最高であった。国内大会は2勝した。

## 主な競技成績

### オリンピック
- 2018年平昌オリンピック（ 韓国）
  - 個人ノーマルヒル 31位
  - 個人ラージヒル 24位
- 2022年北京オリンピック（ 中国）
  - 個人ノーマルヒル 27位
  - 個人ラージヒル 24位
  - 団体ラージヒル 5位（佐藤幸椰、中村直幹、小林潤志郎、小林陵侑）

### 世界選手権
- 2015年ファールン大会（ スウェーデン）
  - 個人ノーマルヒル 25位
  - 個人ラージヒル 13位
  - 団体ラージヒル 4位（小林潤志郎、伊東大貴、竹内択、葛西紀明）
- 2019年ゼーフェルト大会（ オーストリア）
  - 個人ノーマルヒル 17位
  - 個人ラージヒル 17位
  - 団体ラージヒル 3位（佐藤幸椰、伊東大貴、小林潤志郎、小林陵侑）
- 2021年オーベルストドルフ大会（ ドイツ）
  - 個人ノーマルヒル 29位
  - 個人ラージヒル 32位
- 2023年プラニツァ大会（ スロベニア）
  - 個人ノーマルヒル 47位
  - 個人ラージヒル 34位
  - 団体ラージヒル 7位（中村直幹、小林潤志郎、二階堂蓮、小林陵侑）

### フライング世界選手権
- 2018年オーベルストドルフ大会（ ドイツ）
  - 個人 29位
- 2022年ヴィケルスン大会（ ノルウェー）
  - 個人 33位
  - 団体 6位（佐藤幸椰、中村直幹、小林潤志郎、小林陵侑）
- 2024年バート・ミッテルンドルフ大会（ オーストリア）
  - 個人 21位
  - 団体 5位（二階堂蓮、中村直幹、小林潤志郎、小林陵侑）

### ジュニア世界選手権
- 2009年シュトルブスケ・プレソ大会（ スロバキア）
  - 複合男子スプリント 21位
  - 複合男子団体 8位（佐々木啓夫、小林潤志郎、清水亜久里、渡部善斗）
- 2010年ヒンターツァルテン大会（ ドイツ）
  - 複合男子スプリント 優勝
  - 複合男子団体 4位（田中寛幸、渡部善斗、佐々木啓夫、小林潤志郎）
- 2011年オテパー大会（ エストニア）
  - ジャンプ個人 18位

### ユニバーシアード
- 2013年トレンティーノ大会（ イタリア）
  - 個人ノーマルヒル 4位[11]
  - 混合団体ノーマルヒル 5位（岩渕香里、小林潤志郎）[12]
  - 男子団体ノーマルヒル 4位（原田侑武、細田将太郎、小林潤志郎）[13]
  - 個人ラージヒル 3位[14]
- 2015年シトゥルブスケー・プレソ大会（ スロバキア）
  - 個人ノーマルヒル 5位[15]
  - 混合団体ノーマルヒル 優勝（小林諭果、小林潤志郎）[16]
  - 男子団体ノーマルヒル 2位（高梨寛太、馬渕源、小林潤志郎）[17]

### ワールドカップ
- 初出場 2011年11月27日  フィンランド・クーサモ
- 初優勝・初表彰台 2017年11月19日  ポーランド・ヴィスワ
- 通算 優勝1回 2位0回 3位0回（2024/25シーズン終了時）

| 個人総合成績（総合：W杯シーズン個人総合、4H：スキージャンプ週間総合） | 個人総合成績（総合：W杯シーズン個人総合、4H：スキージャンプ週間総合） | 個人総合成績（総合：W杯シーズン個人総合、4H：スキージャンプ週間総合） | 個人総合成績（総合：W杯シーズン個人総合、4H：スキージャンプ週間総合） | 個人総合成績（総合：W杯シーズン個人総合、4H：スキージャンプ週間総合） | 個人総合成績（総合：W杯シーズン個人総合、4H：スキージャンプ週間総合） |
| シーズン                                                              | 総合                                                                  | 4H                                                                    | 優勝                                                                  | 準優勝                                                                | 3位                                                                   |
| --------------------------------------------------------------------- | --------------------------------------------------------------------- | --------------------------------------------------------------------- | --------------------------------------------------------------------- | --------------------------------------------------------------------- | --------------------------------------------------------------------- |
| 2011/12                                                               | 52位                                                                  | 46位                                                                  | 0回                                                                   | 0回                                                                   | 0回                                                                   |
| 2012/13                                                               | 60位                                                                  | ---                                                                   | 0回                                                                   | 0回                                                                   | 0回                                                                   |
| 2013/14                                                               | ---                                                                   | ---                                                                   | 0回                                                                   | 0回                                                                   | 0回                                                                   |
| 2014/15                                                               | 44位                                                                  | 38位                                                                  | 0回                                                                   | 0回                                                                   | 0回                                                                   |
| 2015/16                                                               | 61位                                                                  | 54位                                                                  | 0回                                                                   | 0回                                                                   | 0回                                                                   |
| 2016/17                                                               | 54位                                                                  | ---                                                                   | 0回                                                                   | 0回                                                                   | 0回                                                                   |
| 2017/18                                                               | 11位                                                                  | 4位                                                                   | 1回                                                                   | 0回                                                                   | 0回                                                                   |
| 2018/19                                                               | 19位                                                                  | 25位                                                                  | 0回                                                                   | 0回                                                                   | 0回                                                                   |
| 2019/20                                                               | 30位                                                                  | 29位                                                                  | 0回                                                                   | 0回                                                                   | 0回                                                                   |
| 2020/21                                                               | 33位                                                                  | 18位                                                                  | 0回                                                                   | 0回                                                                   | 0回                                                                   |
| 2021/22                                                               | 32位                                                                  | 17位                                                                  | 0回                                                                   | 0回                                                                   | 0回                                                                   |
| 2022/23                                                               | 63位                                                                  | 55位                                                                  | 0回                                                                   | 0回                                                                   | 0回                                                                   |
| 2023/24                                                               | 34位                                                                  | 29位                                                                  | 0回                                                                   | 0回                                                                   | 0回                                                                   |
| 2024/25                                                               | ---                                                                   | ---                                                                   | 0回                                                                   | 0回                                                                   | 0回                                                                   |
| 合計                                                                  | ---                                                                   | ---                                                                   | 1回                                                                   | 0回                                                                   | 0回                                                                   |

| 個人表彰台 | 個人表彰台 | 個人表彰台 | 個人表彰台 | 個人表彰台 | 個人表彰台 |
| シーズン   | 開催日     | 開催地     | HS         | 成績       |            |
| ---------- | ---------- | ---------- | ---------- | ---------- | ---------- |
| 2018/19    | 11月19日   | ヴィスワ   | 134        | 優勝       |            |

| 男子団体 | 男子団体 | 男子団体             | 男子団体 | 男子団体 | 男子団体                              |
| シーズン | 開催日   | 開催地               | HS       | 成績     | メンバー                              |
| -------- | -------- | -------------------- | -------- | -------- | ------------------------------------- |
| 2011/12  | 11月27日 | クーサモ             | 142      | 準優勝   | 小林潤志郎 栃本翔平 竹内択 伊東大貴   |
| 2017/18  | 11月25日 | ルカ                 | 140      | 3位      | 竹内択 小林陵侑 葛西紀明 小林潤志郎   |
| 2018/19  | 2月9日   | ラハティ             | 130      | 3位      | 佐藤幸椰 伊東大貴 小林潤志郎 小林陵侑 |
| 2018/19  | 3月9日   | オスロ               | 134      | 準優勝   | 佐藤幸椰 葛西紀明 小林潤志郎 小林陵侑 |
| 2019/20  | 12月14日 | クリンゲンタール     | 140      | 3位      | 佐藤幸椰 伊東大貴 小林潤志郎 小林陵侑 |
| 2020/21  | 3月28日  | プラニツァ           | 240      | 準優勝   | 中村直幹 小林潤志郎 佐藤幸椰 小林陵侑 |
| 2021/22  | 1月9日   | ビショフスホーフェン | 142      | 準優勝   | 佐藤幸椰 佐藤慧一 小林潤志郎 小林陵侑 |
| 2021/22  | 1月15日  | ザコパネ             | 140      | 3位      | 佐藤幸椰 小林潤志郎 中村直幹 小林陵侑 |

### サマーグランプリ
- 通算 優勝3回、2位1回、男子団体優勝1回、混合団体優勝1回、2位1回（2024シーズンまで）

| シーズン | 順位 | ポイント |
| -------- | ---- | -------- |
| 2011     | 23.  | 128      |
| 2012     | 17.  | 121      |
| 2013     | 67.  | 18       |
| 2014     | 6.   | 217      |
| 2015     | 11.  | 217      |
| 2016     | 41.  | 65       |
| 2017     | 3.   | 332      |
| 2018     | 19.  | 98       |
| 2019     | 13.  | 146      |
| 2021     | 74.  | 9        |
| 2022     | 19.  | 74       |
| 2023     | 23.  | 88       |
| 2024     | 31.  | 80       |

### 国内大会
- 2008年
  - 2月3日 - 第57回全国高等学校スキー大会純ジャンプ 優勝
  - 2月20日 - 第63回国民体育大会純ジャンプ少年の部 優勝
  - 2月21・22日 - 第63回国民体育大会ノルディック複合少年の部 優勝
  - 2月25日 - 第20回全国高等学校選抜スキー大会ジャンプ 優勝
  - 3月 - 2008全日本ジュニアスキー選手権大会ノルディック複合 優勝
- 2010年
  - 1月3日 - 第51回雪印杯全日本ジャンプ大会少年の部 優勝
  - 2月4・5日 - 第59回全国高等学校スキー大会ノルディック複合 優勝
  - 3月7日 - 第81回宮様スキー大会純ジャンプラージヒル少年の部 優勝
  - 3月20日 - 第11回伊藤杯シーズンファイナル大倉山ナイタージャンプ大会男子 優勝
  - 12月19日 - 第26回吉田杯ジャンプ大会 優勝
- 2011年
  - 2月13日 - 第66回国民体育大会冬季大会スキー競技会純ジャンプ成年A 優勝
  - 2月19日 - 第84回全日本学生スキー選手権ノルディック複合 優勝
  - 3月9日 - 第23回国際蔵王ジャンプ大会NHK杯 優勝
  - 3月10日 - 第23回国際蔵王ジャンプ大会山形市長杯 優勝
- 2012年
  - 1月9日 - 第54回HBCカップジャンプ競技会 優勝
  - 1月14日 - 第24回UHB杯ジャンプ大会 優勝
- 2013年
  - 1月27日 - 第54回NHK杯ジャンプ大会 優勝
- 2014年
  - 2月1日 - 第26回UHB杯ジャンプ大会 優勝
  - 3月22日 - 第15回伊藤杯シーズンファイナル大倉山ナイタージャンプ大会 優勝
- 2016年
  - 3月4日 - 第87回宮様スキー大会国際競技会ノーマルヒル 優勝
  - 12月17日 - 第47回名寄ピヤシリジャンプ大会 優勝
- 2017年
  - 1月7日 - 第58回雪印メグミルク杯全日本ジャンプ大会 優勝
  - 11月3日 - 第96回全日本スキー選手権大会ノーマルヒル 優勝
- 2018年
  - 2月3日 - 第30回UHB杯ジャンプ大会 優勝
- 2019年
  - 10月26日 - 第98回全日本スキー選手権大会ノーマルヒル 優勝
  - 11月2日 - 第32回UHB杯ジャンプ大会 優勝
- 2021年
  - 8月1日 - 第39回札幌市長杯宮の森サマージャンプ大会成年組 優勝
- 2023年
  - 9月10日 - 2023白馬サマージャンプ大会 優勝
- 2025年
  - 2月26日 - 第53回札幌オリンピック記念スキージャンプ競技大会 優勝
  - 3月2日 - 第96回宮様スキー大会純ジャンプラージヒル成年組 優勝